# Gojijeon
Pour plus de détails, voir Fiche technique et Distribution.
Gojijeon (고지전) est un film sud-coréen réalisé par Jang Hoon, sorti en 2011.

## Synopsis
Au début de la guerre de Corée, deux soldats de l'armée sudiste, Kang Eun-pyo et Kim Soo-hyeok, sont capturés par le capitaine nordiste Jung-yoon.

## Fiche technique
- Titre : Gojijeon
- Titre original : 고지전
- Titre anglais : The Front Line
- Réalisation : Jang Hoon
- Scénario : Park Sang-yeon
- Musique : Dalpalan et Jang Young-gyu
- Photographie : Kim Woo-hyung
- Montage : Kim Sang-bum et Kim Jae-bum
- Production : Kim Hyun-chol et Robert Lee
- Société de production : TPS Company et A-Po Films
- Pays :  Corée du Sud
- Genre : Action, drame, historique et guerre
- Durée : 133 minutes
- Dates de sortie : 
  - Corée du Sud : 20 juillet 2011

## Distribution
- Shin Ha-kyun : Kang Eun-pyo
- Go Soo : Kim Soo-hyeok
- Ryu Seung-su : Oh Gi-yeong
- Ko Chang-seok : Yang Hyo-sam
- Lee Je-hoon : Shin Il-Young
- Cho Jin-woong : Yoo Jae-h
- Jeong In-gi : Lee Sang-eok
- Ryu Seung-ryong : Hyeon Jeong-yoon
- Kim Ok-bin : Cha Tae-kyeong
- Park Yeong-seo : Hwang Seon-cheol

## Distinctions
Le film a été nommé pour dix Blue Dragon Film Awards et a remporté les prix de la meilleure photographie et de la meilleure direction artistique.